# Tout le plaisir est pour moi (film, 1955)
Pour les articles homonymes, voir Tout le plaisir est pour moi.
Tout le plaisir est pour moi (titre original : Three for the Show) est un film américain de H. C. Potter, adapté de la pièce Too Many Husbands de William Somerset Maugham, et sorti en 1955.

## Fiche technique
- Titre : Tout le plaisir est pour moi
- Titre original : Three for the Show
- Réalisation : H. C. Potter
- Scénario : Edward Hope, William Somerset Maugham, Leonard Stern
- Producteur : Jonie Taps
- Musique : George Duning
- Directeur de la photographie : Arthur E. Arling
- Montage : Viola Lawrence
- Direction artistique : Walter Holscher
- Décors : William Kiernan
- Costumes : Jean Louis
- Ingénieur du son : John P. Livadary
- Société de production : Columbia Pictures Corporation
- Pays de production : États-Unis
- Langue : Anglais
- Couleur : Couleur (Technicolor)
- Format : 2,35 : 1
- Son : Mono
- Durée : 93 minutes
- Dates de sortie : 
  - États-Unis : 24 février 1955
  - France : 19 juin 1955
- Affiche : Boris Grinsson (France)

## Distribution
- Betty Grable : Julie Lowndes
- Marge Champion : Gwen Howard
- Gower Champion : Vernon Lowndes
- Jack Lemmon : Martin 'Marty' Stewart
- Myron McCormick : Mike Hudson